# (468376) 2016 FK54
(468376) 2016 FK54 es un asteroide perteneciente al cinturón de asteroides, descubierto el 1 de septiembre de 2005 por el equipo Spacewatch desde el Observatorio Nacional de Kitt Peak (Arizona, Estados Unidos).